# Massey Lopes (3e baronnet)
Lopes Massey Lopes (14 juin 1818 à Maristow dans la paroisse de Tamerton Foliot, Devon - 20 janvier 1908), connu sous le nom de Massey Franco jusqu'en 1831, est un homme politique conservateur britannique et un agriculteur.

## Biographie
Il est le fils aîné de Ralph Lopes, et de son épouse Susan Ludlow, fille d'Abraham Ludlow. Henry Lopes, est son frère cadet. Son père, à l'origine Ralph Franco, a hérité des domaines et des titres de son oncle, Sir Manasseh Masseh Lopes, 1er baronnet, en 1831, et prend la même année le nom de famille de Lopes au lieu de son patronyme. Les familles Lopes et Franco étaient toutes deux d'origine juive séfarade. Lopes fait ses études à Winchester et à l'Oriel College d'Oxford. Il se présente sans succès à Westbury en 1853, mais est élu au Parlement pour la même circonscription en 1857. En 1868, il est élu pour le Devonshire South, battant Lord Amberley. Au Parlement, il est membre d'un groupe comprenant Henry Chaplin, Albert Pell et Clare Sewell Read, qui soutenait les intérêts agricoles, et est président du comité des entreprises agricoles. Il est nommé haut shérif du Devon pour 1857.
En 1874, Lopes est Lord civil de l'Amirauté dans la deuxième administration conservatrice de Benjamin Disraeli, poste qu'il occupe jusqu'à la chute du gouvernement en 1880. Sa mauvaise santé l'oblige à décliner le poste de secrétaire financier au Trésor en 1877. Sa santé l'a également forcé à quitter le Parlement en 1885. La même année, il est admis au Conseil privé mais refuse une pairie. Il est ensuite échevin du conseil du comté de Devonshire de 1888 à 1904. Il est également pendant de nombreuses années directeur du Great Western Railway. Il s'intéressait beaucoup à l'agriculture scientifique et reconstruisit complètement son domaine de Maristow.
Il épouse Bertha, fille de John Yarde-Buller. Ils ont un fils et deux filles. Après sa mort en 1872, il épouse en secondes noces Louisa, fille de Robert Newman. Il n'a aucun enfant de ce mariage. Lady Lopes est décédée en avril 1903. Lopes lui a survécu cinq ans et est décédé en janvier 1908, à l'âge de 89 ans. Son fils unique Henry Lopes, lui succède comme baronnet et est créé baron Roborough en 1938.